# Производители автобусов России

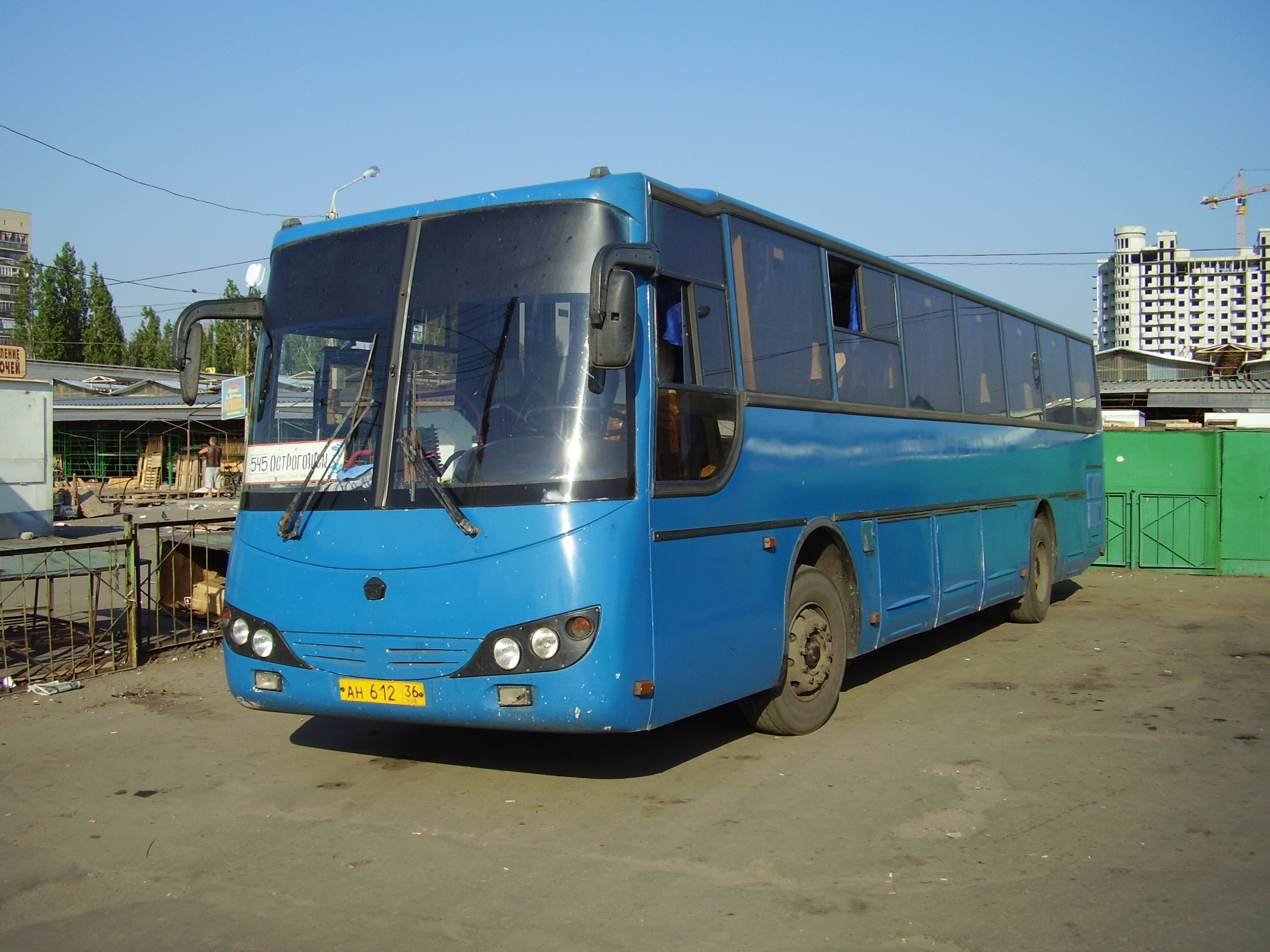
Мичуринский автобус МАРЗ

Автобус как вид общественного транспорта появился в России ещё до революции. На маршрутах использовали машины иностранного производства. Только в тридцатых годах XX века на дороги выпустили отечественные автобусы, разработанные на заводе АМО под руководством И. Ф. Германа на базе шасси грузовика АМО-Ф15.

## История в датах
- 1929 г. — на Ярославском автозаводе освоили выпуск автобусных шасси Я-6.
- 1933 г. — на заводе имени Сталина освоили выпуск шасси для автобусов АМО-4, на Горьковском автозаводе - автобусов ГАЗ-03-30.
- 1934 г. — начало производства автобусов ЗИС-8.
- 1938 г. — начало производства автобусов ЗИС-16.
- 1947 г. — начало производства автобусов ЗИС-154.
- 1949 г. — начало производства автобусов ЗИС-155.
- 1950 г. — начало производства автобусов ГЗА-651.
- 1952 г. — ввели в строй Павловский автобусный завод (ПАЗ) — первенцем завода автобус ГЗА(ПАЗ)-651, переданный с ГЗА.
- 1958 г. — пустили в строй Курганский автобусный завод (КАвЗ) — первенцем завода выпустили автобус ПАЗ-651, переданный с ПАЗа.
- 1959 г. — ввели в строй Ликинский автобусный завод (ЛиАЗ) — первенцем завода выпустили автобус ЛиАЗ-158, переданный с ЗиЛа.
- 1967 г.:
  - начало производства автобусов ЛиАЗ-677;
  - начало производства автобусов ПАЗ-672.
- 1971 г. — начало производства автобусов КАвЗ-685.
- 1972 г. — начало производства автобусов ПАЗ-3201.
- 1982 г. — начало производства автобусов ЛиАЗ-677М
- 1986 г.: 
  - начало производства автобусов ЛиАЗ-5256;
  - начало производства автобусов КАвЗ-3270.
- 1989 г.: 
  - начало производства автобусов ПАЗ-3205;
  - начало производства автобусов КАвЗ-3976.
- 1994 г.:
  - ввели в строй Голицынский автобусный завод (ГолАЗ), который просуществовал вплоть до 2014 года — первенцем завода выпустили автобус ГолАЗ АКА-6226.
  - на ТМЗ начали досборку автобусов Ikarus-280.33.
  - с конвейера завода ЛиАЗ выпустили последний автобус ЛиАЗ-677М.
- 1996 г.:
- начало производство автобусов ЛиАЗ-5256.25 с двигателями Caterpillar-3116.
- на заводе ЯАЗ начали производство автобусов ЯАЗ-5267, в серию его не запустили .
- на ТМЗ начали сборку автобусов Ikarus-280.33М, на 50 % состоявших из отечественных комплектов, а также Ikarus-435.17.
- с конвейера завода ЯАЗ выпустили последний автобус ЛиАЗ-677М, сборку автобуса продолжали на ряде дочерних предприятий до 2001 года.
- 1997
- возобновление производства автобусов на АМО ЗИЛ — начало производства автобусов ЗИЛ-3250;
- ввели в строй Volgabus — первенцем завода выпустили автобус Волжанин-5270.
- 1998 г.: 
  - на ТМЗ начали сборку автобусов Ikarus-415.33;
  - на дочернем предприятии КАвЗа ТОО «Вика ЛТД» начали сборку автобусов КАвЗ-3244.
- 1999-2004 гг.— преодоление кризиса. Налаживание работы ЛиАЗа, АМАЗа, сборки автобусов Scania. Банкротство Икаруса.
- 2000 г. — ввели в строй Нефтекамский автобусный завод (НефАЗ) — первенцем завода выпустили автобус НефАЗ-5299.
- 2001 г. — начало производства автобусов ПАЗ-4230 «Аврора».
- 2002 г.: 
  - начало производства автобусов ПАЗ-3237 «Лужок»;
  - начало производства автобусов ЛиАЗ-6212.
- 2004 г.:
  - начало производства автобусов ЛиАЗ-5292.00.
  - произвели опытный автобус ЛиАЗ-6213.00.
- 2006 г.: 
  - начало производства автобусов КАвЗ-4238 «Аврора»;
  - начало производства автобусов ЛиАЗ-5293.
- 2007 г.: 
  - начало производства автобусов КАвЗ-4235 «Аврора»;
  - с конвейера завода КАвЗ выпустили последние автобусы КАвЗ-3976.
- 2007-2008 гг. — произвели опытный автобус ЛиАЗ-6213.20, спустя год наладили их серийное производство.
- 2008 г. — начало производства автобусов КАвЗ-4239.
- 2008-2010 гг.— произвели опытный автобус ЛиАЗ-6213.21, спустя два года наладили их серийное производство.
- 2012 г. — с конвейера завода АМО ЗИЛ выпустили последние автобусы ЗИЛ-3250.
- 2012-2013 гг.— произвели опытный автобус ЛиАЗ-6213.22, спустя год наладили их серийное производство.
- 2016 г.: 
  - начало производства автобусов ЛиАЗ-6213.65-77;
  - начало производства автобусов КАвЗ-4270.
- 2021 г.:
  - с конвейера завода ЛиАЗ выпустили последние автобусы ЛиАЗ-5256 и ЛиАЗ-5293.
  - начало производства автобусов ПАЗ-4223.

## Классификация

### Цифровая классификация моделей
До 1945 года автомобильные заводы в СССР не имели общей системы нумерации моделей. В 1945 году была принята первая система обозначений, при которой каждому заводу выдавался диапазон трёхзначных номеров моделей (кроме ГАЗа, которому предоставили диапазон 1-99). Производители автобусов занимали следующие диапазоны:
- 100—199 ЗИЛ — производили модели 118, 119, 127, 154, 155 и 158; производство модели 158 передали на ЛиАЗ;
- 652—674 ГАЗ, c 1950 г. ПАЗ и КАвЗ. Выпускали модели: 651 на всех трёх заводах, ПАЗ-652 и 672, КАвЗ-655, 657, 659 и 685;
- 675—694 ЛиАЗ — производили модели 158 (переданная с ЗИЛа), 676 (опытный) и 677;
- 695—699 ЛАЗ — использовали все номера диапазона;
- 975—999 РАФ — производили модели 975-980 и 982, а также РАФ-251 (из диапазона Новосибирского автозавода, перепрофилированного в 1949 году).

Некоторые опытные модели автобусов нумеровали не по стандарту, например: РАФ-08 и РАФ-10, ЗиУ-6 и ЗиУ-8.
В 1966 году приняли отраслевую нормаль ОН 025270-66, по которой стали нумеровать все новые модели автомобилей, автобусов и троллейбусов. Тем не менее, некоторые новые модели выпускали с номерами по старой системе: микроавтобус ЗИЛ-119 в 1971 году, троллейбусы ЗиУ-682 и 683 и другие. Многие модели продолжали выпускать и производить модификации. В настоящее время на Днепродзержинском автобусном заводе выпускают автобус ЛАЗ-695Н, пронумерованный по старой системе.
См. Список моделей автобусов и троллейбусов по ОН 025270-66.
В отраслевой нормали 1966 года номера моделей ввели 4 цифры, иногда добавляют пятую — номер модификации. Вторая цифра номера 2 и означает, что это автобус либо троллейбус (Есть исключения, например, опытный КАвЗ-3100 и серийный КАвЗ-3976). Первая цифра — класс автобуса по вместимости, определяемый габаритной длиной:
- 2 — особо малый, до 5 метров;
- 3 — малый, от 6 до 7,5 метров;
- 4 — средний, от 8 до 9,5 метров;
- 5 — большой, от 10,5 до 11 метров;
- 6 — особо большой, свыше 11,5 метров.

После распада СССР в России продолжают нумеровать модели автобусов по ОН 025270-66. В Белоруссии на МАЗе и Белкоммунмаше отказались от этой системы. На Украине некоторое время новым моделям также присваивали номера по советской отраслевой нормали, причём номера занимали независимо от России (например, номер 6205 заняли для автобуса ЛАЗ и троллейбуса ЗиУ). Позже приняли новую систему, по которой моделям присваивают индекс из буквы (А для автобусов и Т для троллейбусов) и трёх цифр. Несмотря на это, на Херсонском автосборочном заводе «АНТО-РУС» продолжают нумеровать модели по ОН 025270-66.

### Российские фирмы-производители (на 2019 год)
- Volgabus
- ООО "ГАЗ", г. Нижний Новгород
- ООО "ЕвоБус Русслэнд", г. Москва

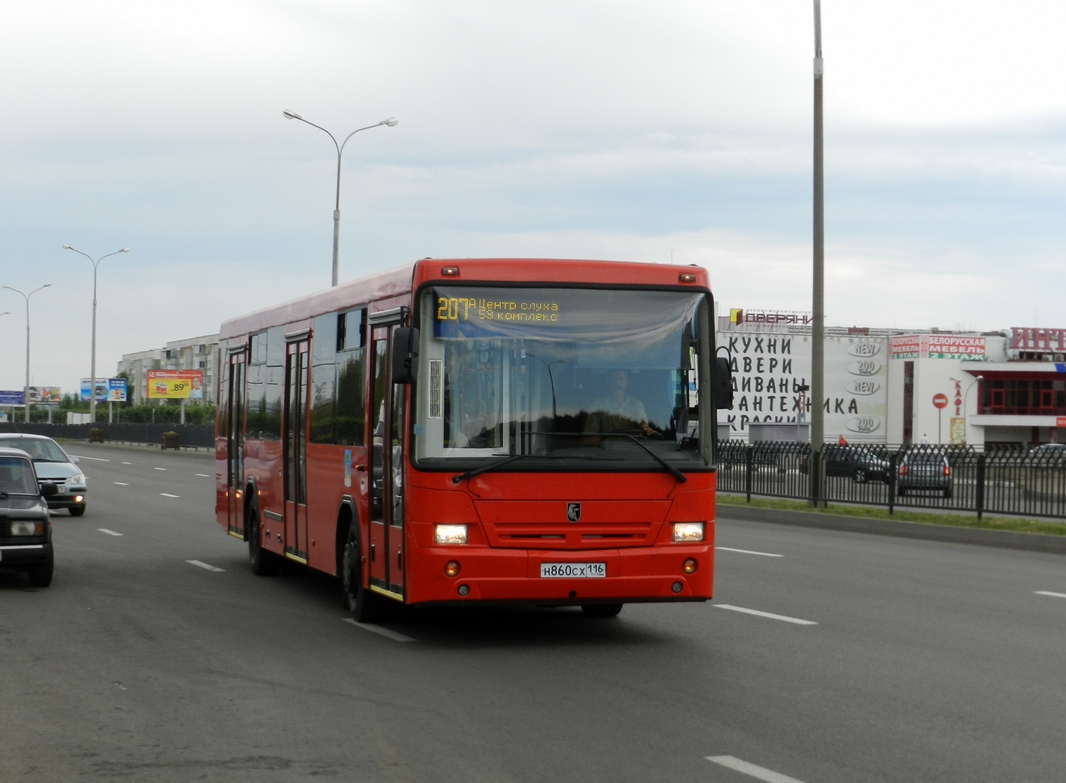
НефАЗ-5299

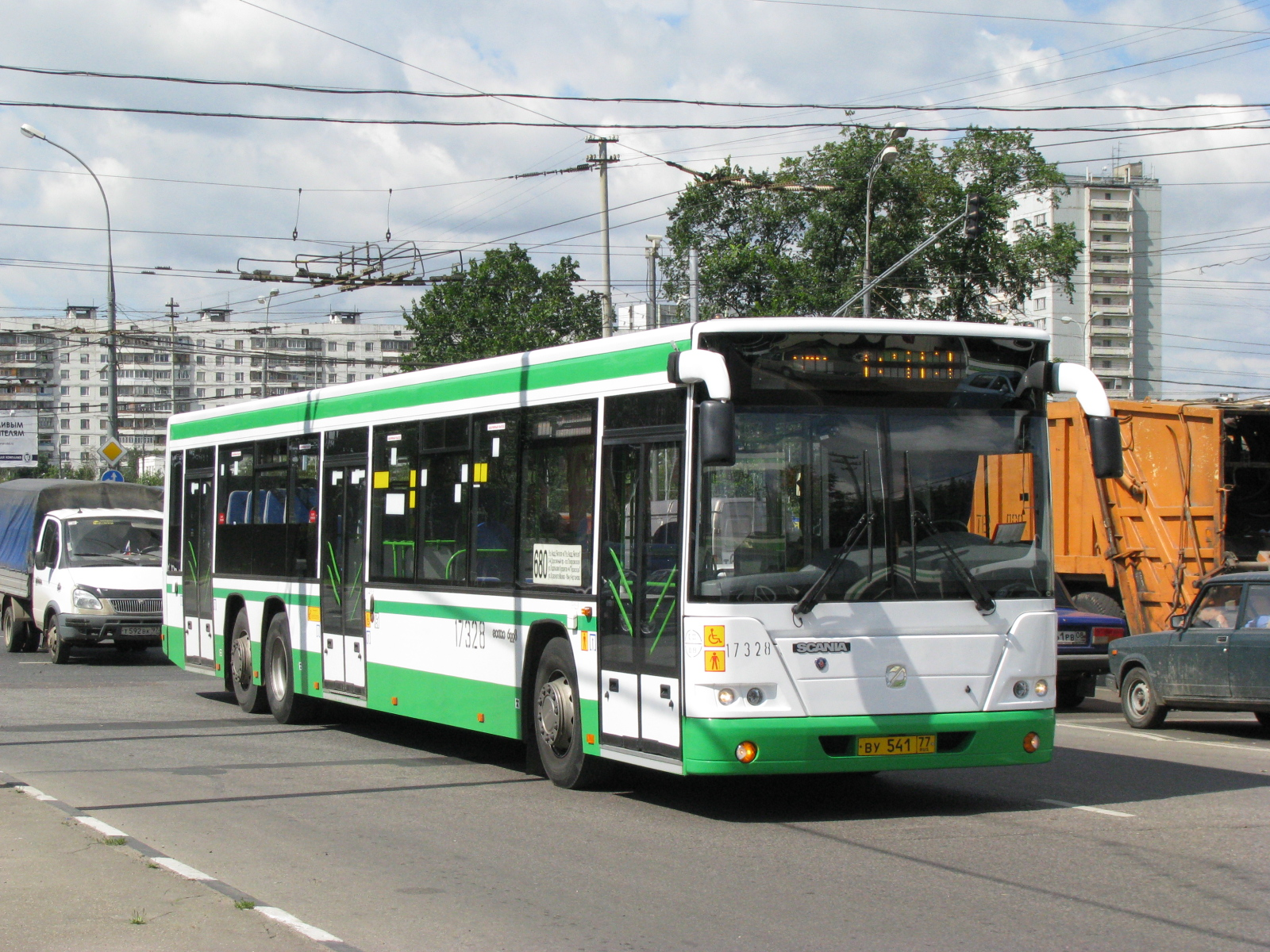
ГолАЗ-6228

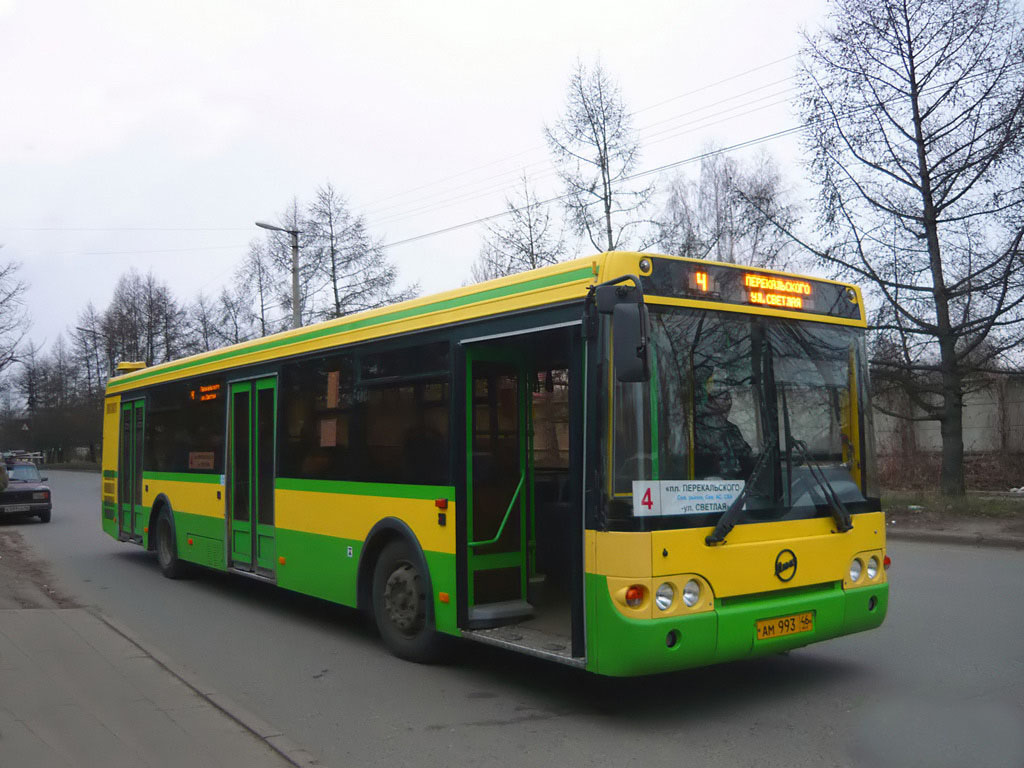
ЛиАЗ-5292

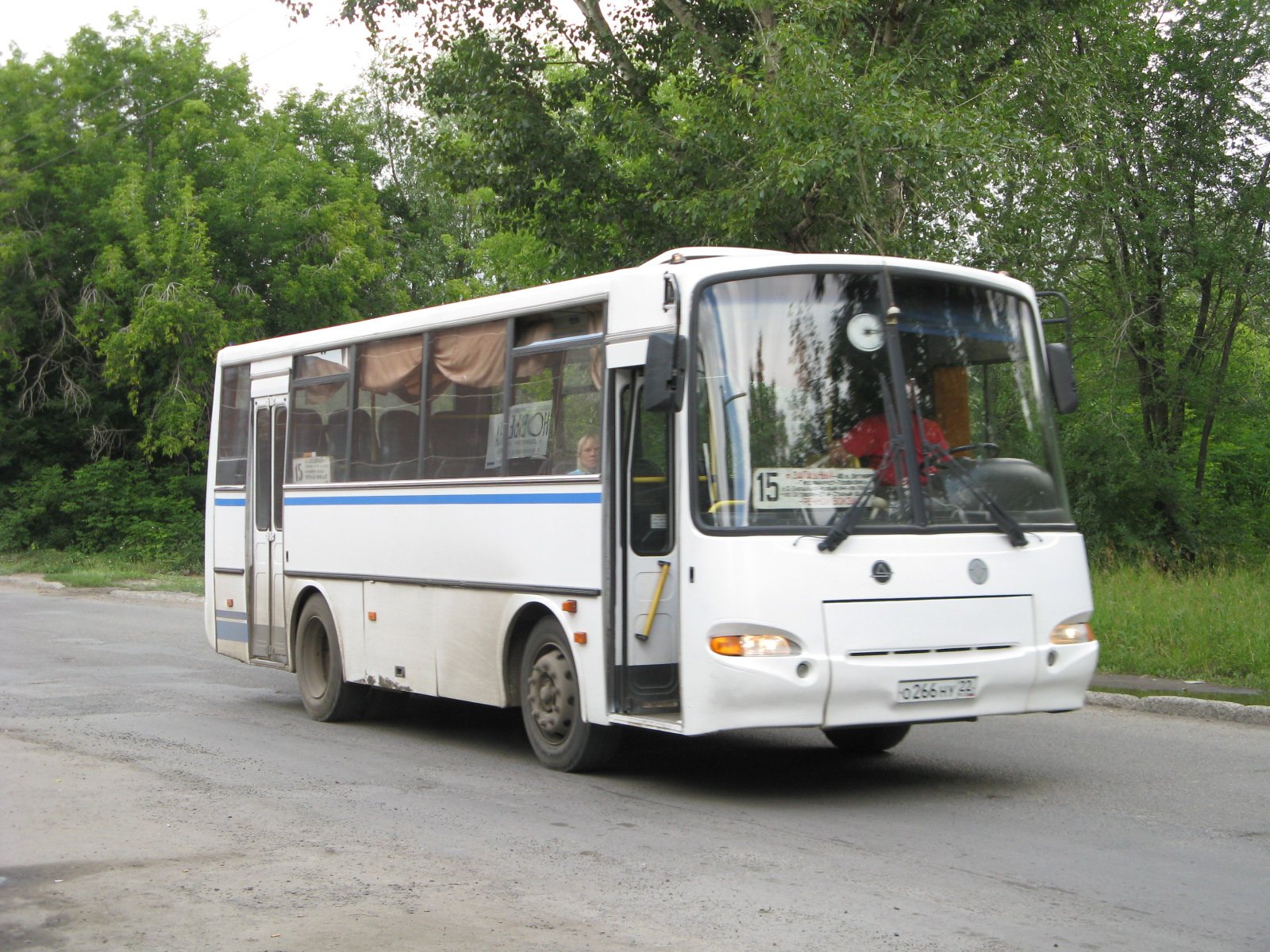
ПАЗ-4230

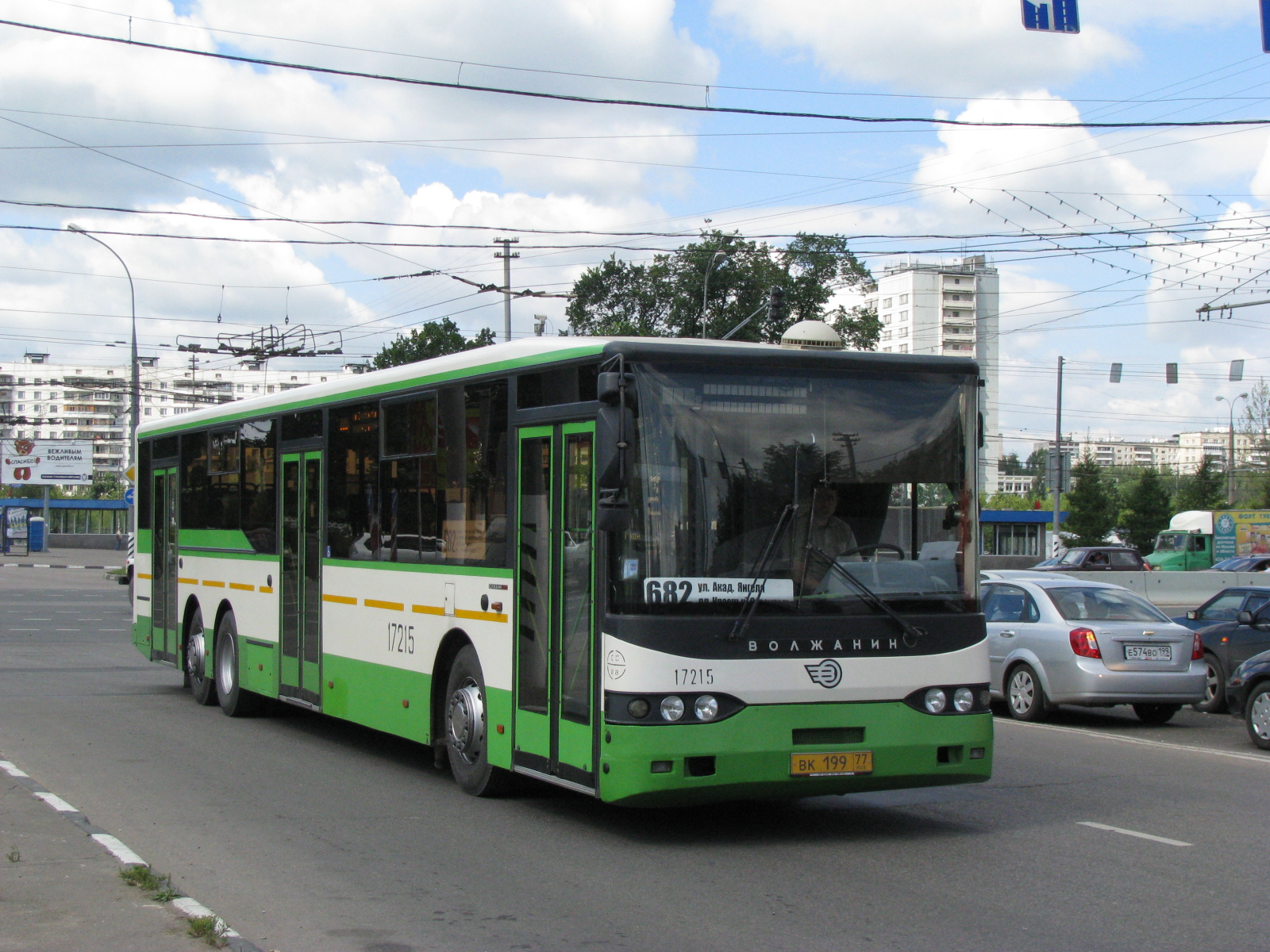
Волжанин-6270.06 «Ситиритм 15»

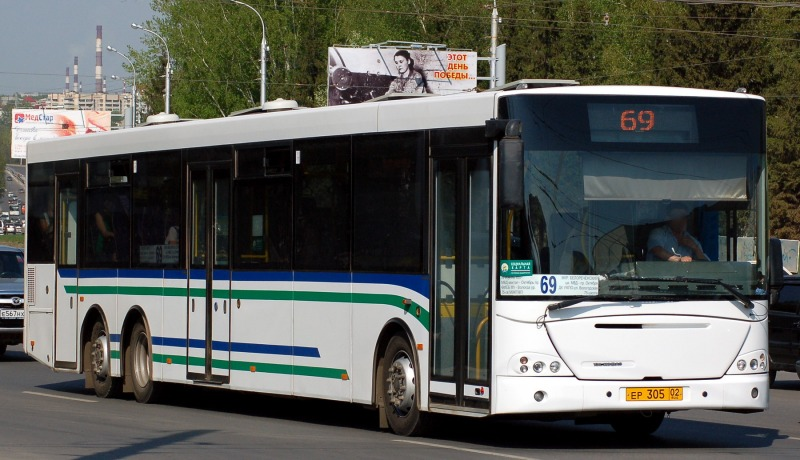
VDL-НефАЗ-52998

- Курганский автобусный завод (КАвЗ), г. Курган
- ЛиАЗ, г. Ликино-Дулёво
- ОАО "НефАЗ", г. Нефтекамск
- ООО СТ "Нижегородец", г. Нижний Новгород
- "Павловский автобус", г. Павлово-на-Оке
- ООО "Родниковский машзавод", г. Родники
- ООО "Самотлор-НН", Нижегородская область
- ООО "Скания-Питер", г. Санкт-Петербург
- ООО "Соллерс-Елабуга", г. Елабуга
- Ульяновский автомобильный завод, г. Ульяновск
- ОАО АЗ "Урал", г. Миасс Челябинской области
- ООО ПКФ "Луидор", Нижегородская область
- СИМАЗ, г. Ульяновск

#### Прекратившие производство автобусов
- АМО ЗИЛ, Москва (2012 г.).
- Автобусы "Олимп", Вологда (2017 г.).
- Голицынский автобусный завод, Голицыно (2014 г.).
- ЗАО "Мичуринский автобус", Мичуринск (2011 г.).
- ООО "Ростовский автобусный завод", Ростов-на-Дону (2011 г.).
- ООО "Таганрогский автомобильный завод", Таганрог (2014 г.).
- BAW-RUS Motor Corporation, Ульяновск (2016 г.).

### Классификация по фирмам-производителям
По классам (длине) различают:
- Российские автобусы особо малого класса (ОМ) длины до 6 м (ГАЗ, УАЗ);
- Российские автобусы малого класса (М) длины 6,1-8 м (ПАЗ, КАвЗ, РЗГА (Hyundai), ЗИЛ, Родник, Вика);
- Российские автобусы среднего класса (С) длины 8,1-10 м (Ликинский автобус — ЛиАЗ-4292, ПАЗ, КАвЗ);
- Российские автобусы большого класса (Б) длины 10,1-12 м (Volgabus, Ликинский автобус, НефАЗ, Скания-Питер, РАМ (Marco Polo));
- Российские автобусы особо большого класса (ОБ) длины 12,1-18 м (Ликинский автобус);
- Российские автобусы специальные вахтовые (СВ) (Урал, НефАЗ).

## Статистика
В 2010 году в России произвели 40,9 тыс. автобусов, в 2011 г. - 44,2 тыс., в 2012 г. - 58,6 тыс., в 2013 г. - 53,2 тыс., в 2014 г. - 44,0 тыс., в 2015 г. - 36,4 тыс. За январь-ноябрь 2016 года производство выросло к аналогичному периоду 2015 года на 17,4 %, составив 38 тыс. единиц.
| Производство в 2007 году, единиц                  |        |
| Все заводы                                        | 88.824 |
| ООО «Автомобильный завод ГАЗ», г. Нижний Новгород | 39.625 |
| ОАО «УАЗ», г. Ульяновск                           | 18.255 |
| ООО «ПАЗ», г. Павлово-на-Оке                      | 15.031 |
| ООО «КАвЗ», г. Курган                             | 4.083  |
| ООО «ТагАЗ», г. Таганрог                          | 3.371  |
| ООО «ЛиАЗ», г. Ликино-Дулёво                      | 2.894  |
| ООО «Самотлор-НН», Нижегородская область          | 2.034  |
| ОАО «НефАЗ», г. Нефтекамск                        | 1.307  |
| ООО ПКФ «Луидор», г. Нижний Новгород              | 1.021  |
| ОАО «АЗ Урал», г. Миасс Челябинской области       | 990    |
| ОАО «Голицынский автобусный завод», г. Голицыно   | 492    |
| ЗАО Тушино-авто, г.Москва                         | 465    |
| ЗАО НПП СемАР, г. Семёнов                         | 395    |
| ООО ВАП Волжанин, г. Волжский                     | 297    |
| ООО ЕвоБус Русслэнд, г. Коломна                   | 241    |
| ЗАО Мичуринский автобус, г. Мичуринск             | 162    |
| ООО Скания-Питер, г. Санкт-Петербург              | 132    |
| АМО ЗИЛ, г. Москва                                | 26     |
| ООО Родниковский машзавод, г. Родники             | 18     |
| ООО Вика ЛТД, г. Курган                           | 2      |